# Aphrogenia margaritacea
Aphrogenia margaritacea är en ringmaskart som beskrevs av Augener 1913. Aphrogenia margaritacea ingår i släktet Aphrogenia och familjen Aphroditidae. Inga underarter finns listade i Catalogue of Life.